# Жан-Люк Годар
Жан-Люк Года̀р (на френски: Jean-Luc Godard) е френски режисьор и кинокритик.

## Биография
Роден е в Париж на 3 декември 1930 година. Второ от 4 деца на франко-швейцарско семейство. Баща му е бил лекар, притежавал е частна клиника, а майка му е била наследник на род банкери от Швейцария. През Втората световна война семейството емигрира в Швейцария, където Годар става натурализиран гражданин. Завършва начално училище и гимназия в Нион, Швейцария, а през 1948 г. родителите му се развеждат и той се връща в Париж. През 1949 г. следва етнология в Сорбоната в Париж. Това е и времето, по което се запознава с Франсоа Трюфо, Жак Ривет и Ерик Ромер. През 1950 г. създава станалия известен „Gazette de cinéma“, от който публикува пет броя между май и ноември същата година.

## Кино
Заснема първия си филм през 1954 г. след пътувания с баща си из Северна и Южна Америка. След 1954 г. участва по различни начини в заснемането на повечето от филмите на Трюфо. Пише статии за „Cahiers du Cinéma“.
Годар е един от лидерите на Новата вълна във френското кино. Автор е на филми като „Алфавил“, „Мъжки род-женски род/Masculin, féminin“, „Жената си е жена“ и др. Считан е за виден представител на авангарда в световното кино с голям принос за неговото развитие. Като филмов критик се изявява със статии в „Газет дю синема“ и „Кайе дю синема“. През 1959 г. по сценарий на Франсоа Трюфо, вдъхновен от действителни събития, снима „До последен дъх“, който се превръща в емблематичен за „Новата вълна“. Друг негов филм, „Малкият войник“ (1960), е забранен за три години от френската цензура поради това, че разказва за дезертьор, който в разгара на алжирските събития преминава на страната на терористична организация.
През 1961 г. се жени за актрисата Ана Карина, която участва в много негови творби – „Жената си е жена“ (1961), „Да живееш живота си“ (1962), „Made in USA“ (1967) и др. Впоследствие връзката им се разпада и в този период той прави „Алфавил“ и „Лудият Пиеро“ (1965), в които дава израз на екзистенциалната си криза. Във филми като „Две-три неща, които знам за нея“, „Мъжки род-женски род“ Годар играе ролята на социолог. С „Китайката“ (1967) показва интереса си към политиката и изпреварва майските събития от 1968 година във Франция. В „Уикенд“ (1967) показва проституирането чрез работата и неговото компенсиране, чрез индустрията на свободното време.
Новата вълна на френското кино изиграва изключителна роля за либерализирането на монтажната техника и кино разказа. Особено влияние френските режисьори от това време оказват върху американското кино и то не само от средата на века, а (Куентин Тарантино сам признава за изключителното влияние на филмите на Годар при избора му на монтажна техника). През 70-те години Годар заснема много документални филми и материали на политическа тематика – за палестинската революционна организация, за комунистическите страни (заминава в Прага да заснеме тайно „Правда“), но повечето от тези филми не виждат бял свят.
В началото на 70-те години на ХХ век мотоциклетна катастрофа отдалечава за две години режисьора от киното. „Всичко върви добре“ (1972) отбелязва завръщането му към правенето на филми. През 1979 г. снима „Да спасява който може/живота/“. Следват „Страст“ (1982), „Поздрав, Мария“ (1985), „Детектив“ (1985), „Пази дясната си страна“ (1987).
През XXI век създава „Ода за любовта“ (2001) – разказ за любовта, срещата, плътската страст, раздялата и преоткриването, разгледани при три поколения. Последните филми на Годар са „Нашата музика/Notre musique“ (2004) и „Moments choisis des histoire(s) du cinéma“ (2004).

## Филмография

### Като режисьор
| Година | Филм                                     | Оригинално заглавие                               |
| ------ | ---------------------------------------- | ------------------------------------------------- |
| 1960   | До последен дъх                          | À bout de souffle                                 |
| 1960   | Малкият войник                           | Le Petit Soldat                                   |
| 1961   | Жената си е жена                         | Une femme est une femme                           |
| 1962   | Да живееш живота си                      | Vivre sa vie                                      |
| 1963   | Карабинерите                             | Les Carabiniers                                   |
| 1963   | Презрението                              | Le Mépris                                         |
| 1964   | Банда аутсайдери                         | Bande à part                                      |
| 1964   | Омъжена жена                             | Une femme mariée                                  |
| 1965   | Алфавил                                  | Alphaville: une étrange aventure de Lemmy Caution |
| 1965   | Лудият Пиеро                             | Pierrot le Fou                                    |
| 1966   | Мъжки Женски                             | Masculin Féminin                                  |
| 1966   | Произведено в Щатите                     | Made in U.S.A.                                    |
| 1967   | 2 или 3 неща, които знам за нея          | 2 ou 3 choses que je sais d'elle                  |
| 1967   | Китайката                                | La Chinoise                                       |
| 1967   | Уикенд                                   | Week-end                                          |
| 1969   | Веселата наука                           | Le Gai savoir                                     |
| 1972   | Всичко е наред                           | Tout Va Bien                                      |
| 1975   | Номер две                                | Numéro deux                                       |
| 1980   | Спаси който може (живот)                 | Sauve qui peut (la vie)                           |
| 1982   | Страст                                   | Passion                                           |
| 1983   | Име:Кармен                               | Prénom Carmen                                     |
| 1985   | Здравей, Мари                            | Je vous salue, Marie                              |
| 1985   | Детектив                                 | Détective                                         |
| 1987   | Крал Лир                                 | King Lear                                         |
| 1987   | Излекувайте вашето право/място на земята | Soigne ta droite/Une place sur la terre           |
| 1990   | Нова вълна                               | Nouvelle Vague                                    |
| 1991   | Германия година 90 и девет нула          | Allemagne année 90 neuf zéro                      |
| 1993   | Уви!                                     | Hélas pour moi                                    |
| 1993   | Децата играят Русия!                     | Les Enfants jouent à la Russie                    |
| 1997   | Завинаги Моцарт!                         | For Ever Mozart                                   |
| 2001   | Ода за любовта                           | Éloge de l'amour                                  |
| 2004   | Нашата музика                            | Notre musique                                     |
| 2010   | Социализъм                               | Socialisme                                        |
| 2014   | Сбогом на езика                          | Adieu au Langage                                  |